# Euchorthippus albolineatus
Euchorthippus albolineatus är en insektsart som först beskrevs av Lucas, H. 1849.  Euchorthippus albolineatus ingår i släktet Euchorthippus och familjen gräshoppor.

## Underarter
Arten delas in i följande underarter:
- E. a. albolineatus
- E. a. siculus